# Autostrada A15 (Portugalia)
Autostrada A15 (port. Autoestrada A15, Autoestrada do Atlântico) – autostrada w środkowej Portugalii.
Autostrada biegnie od węzła z autostradą  między Óbidos i Caldas da Rainha przez Rio Maior do węzła z autostradą  w okolicach Santarém.
W planach jest budowa drogi na drugą stronę Tagu do Almeirim, gdzie połączy się z autostradą . Obecna długość drogi to 38 km, a po rozbudowie wyniesie 49 km.

## Historia budowy
| Odcinek                                    | Stan (2012)                     | Długość |
| ------------------------------------------ | ------------------------------- | ------- |
| Caldas da Rainha () – A-dos-Negros/Gaeiras | w użytku od 1995                | 4 km    |
| A-dos-Negros/Gaeiras – Santarém ()         | w użytku od 9 października 2001 | 36,2 km |